# Британсько-уругвайські відносини
Британсько-уругвайські відносини — двосторонні відносини між Великою Британією і Уругваєм. Посольство Великої Британії розташовується в Монтевідео, а посольство Уругваю — в Лондоні.

## Історія
Дипломатичні відносини між країнами були встановлені у 1825 ріку, після проголошення незалежності Уругваю.
Для Уругваю пріоритет відносин з Великою Британією визначався попередньою мирною конвенцією 1828 року, якою було завершено аргентино-бразильську війну, і лишався таким до кінця Другої світової війни, згодом пріоритет у міжнародних відносинах перейшов до США.